# Lijst van voetbalinterlands Maleisië - Nieuw-Zeeland
Deze lijst van voetbalinterlands is een overzicht van alle officiële voetbalwedstrijden tussen de nationale teams van Maleisië en Nieuw-Zeeland. De landen hebben tot op heden dertien keer tegen elkaar gespeeld. De eerste ontmoeting, een vriendschappelijke wedstrijd, werd gespeeld in Shah Alam op 16 november 1967. Het laatste duel, eveneens een vriendschappelijke wedstrijd, vond plaats op 14 oktober 2024 in North Shore.

## Wedstrijden
| №  | Plaats       | Datum            | Competitie        | Wedstrijd                | Uitslag |
| -- | ------------ | ---------------- | ----------------- | ------------------------ | ------- |
| 1  | Shah Alam    | 16 november 1967 | Vriendschappelijk | Maleisië − Nieuw-Zeeland | 2 − 8   |
| 2  | Kuala Lumpur | 30 oktober 1980  | Vriendschappelijk | Maleisië − Nieuw-Zeeland | 2 − 0   |
| 3  | Kuala Lumpur | 4 september 1981 | Vriendschappelijk | Maleisië − Nieuw-Zeeland | 0 − 1   |
| 4  | Wellington   | 31 maart 1984    | Vriendschappelijk | Nieuw-Zeeland − Maleisië | 2 − 0   |
| 5  | Christchurch | 3 april 1984     | Vriendschappelijk | Nieuw-Zeeland − Maleisië | 6 − 1   |
| 6  | Auckland     | 8 april 1984     | Vriendschappelijk | Nieuw-Zeeland − Maleisië | 0 − 0   |
| 7  | Kuala Lumpur | 1 juli 1999      | Vriendschappelijk | Maleisië − Nieuw-Zeeland | 2 − 1   |
| 8  | Shah Alam    | 3 juli 1999      | Vriendschappelijk | Maleisië − Nieuw-Zeeland | 1 − 5   |
| 9  | Shah Alam    | 13 augustus 2000 | Vriendschappelijk | Maleisië − Nieuw-Zeeland | 0 − 0   |
| 10 | Shah Alam    | 19 augustus 2000 | Vriendschappelijk | Maleisië − Nieuw-Zeeland | 0 − 2   |
| 11 | Christchurch | 19 februari 2006 | Vriendschappelijk | Nieuw-Zeeland − Maleisië | 2 − 1   |
| 12 | Auckland     | 23 februari 2006 | Vriendschappelijk | Nieuw-Zeeland − Maleisië | 1 − 0   |
| 13 | North Shore  | 14 oktober 2024  | Vriendschappelijk | Nieuw-Zeeland − Maleisië | 4 − 0   |

## Samenvatting
| Competitie        | Totaal gespeeld | Winst Maleisië | Gelijk | Winst Nieuw-Zeeland | Doelsaldo Maleisië – Nieuw-Zeeland |
| ----------------- | --------------- | -------------- | ------ | ------------------- | ---------------------------------- |
| Vriendschappelijk | 13              | 2              | 2      | 9                   | 9 − 32                             |
| Totaal            | 13              | 2              | 2      | 9                   | 9 − 32                             |

FAM · 
A-internationals · 
Maleisisch vrouwenelftal
Afghanistan ·
Algerije ·
Australië ·
Bahrein ·
Bangladesh ·
Bhutan ·
Bosnië en Herzegovina ·
Brazilië ·
Brunei ·
Cambodja ·
Canada ·
China ·
Engeland ·
Fiji ·
Filipijnen ·
Finland ·
Ghana ·
Hongkong ·
India ·
Indonesië ·
Irak ·
Iran ·
Israël ·
Jamaica ·
Japan ·
Jemen ·
Jordanië ·
Kenia ·
Kirgizië ·
Koeweit ·
Laos ·
Lesotho ·
Libanon ·
Liberia ·
Libië ·
Liechtenstein ·
Macau ·
Malediven ·
Marokko ·
Mongolië ·
Myanmar ·
Nepal ·
Nieuw-Zeeland ·
Noord-Korea ·
Oezbekistan ·
Oman ·
Oost-Timor ·
Pakistan ·
Palestina ·
Papoea-Nieuw-Guinea ·
Qatar ·
Saoedi-Arabië ·
Salomonseilanden ·
Senegal ·
Singapore ·
Sri Lanka ·
Syrië ·
Tadzjikistan ·
Taiwan ·
Thailand ·
Turkije ·
Turkmenistan ·
Uruguay ·
Verenigde Arabische Emiraten ·
Vietnam ·
Zuid-Korea ·
Zuid-Vietnam ·
Zweden
NZF · A-internationals · Bondscoaches · Statistieken · N-Zeelands vrouwenelftal · Olympisch elftal · N-Zeeland U21 · N-Zeeland U20 · N-Zeeland U19 · N-Zeeland U18 · N-Zeeland U17
1920 – 1949 ·
1950 – 1959 ·
1960 – 1969 ·
1970 – 1979 ·
1980 – 1989 ·
1990 – 1999 ·
2000 – 2009 ·
2010 – 2019 ·
2020 − 2029
WK 1982 ·
WK 2010
OS 2008 ·
OS 2012 ·
OS 2020
1922 · 
1923 · 
1924 · 
1925–1926 ·
1927 · 
1928–1932 ·
1933 · 
1934–1935 ·
1936 · 
1937 · 
1938–1945 ·
1946 · 
1947 · 
1948 · 
1949–1950 ·
1951 · 
1952 · 
1953 ·
1954 · 
1955 · 
1956 ·
1957 · 
1958 · 
1959 · 
1960 · 
1961 · 
1962 · 
1963 ·
1964 · 
1965–1966 ·
1967 · 
1968 · 
1969 · 
1970 · 
1971 · 
1972 · 
1973 · 
1975 · 
1976 · 
1977 · 
1978 · 
1979 · 
1980 · 
1981 · 
1982 · 
1983 · 
1984 · 
1985 · 
1986 · 
1987 · 
1988 · 
1989 · 
1990 · 
1991 · 
1992 · 
1993 · 
1994 · 
1995 · 
1996 · 
1997 · 
1998 · 
1999 · 
2000 · 
2001 · 
2002 · 
2003 · 
2004 · 
2005 · 
2006 · 
2007 · 
2008 · 
2009 · 
2010 · 
2011 · 
2012 · 
2013 ·
2014 ·
2015 ·
2016 ·
2017 ·
2018 ·
2019 ·
2020 ·
2021 ·
2022 ·
2023 ·
2024
Australië ·
Bahrein ·
Botswana ·
Brazilië ·
Canada ·
Chili ·
China ·
Colombia ·
Congo-Kinshasa ·
Cookeilanden ·
Costa Rica ·
Curaçao ·
Duitsland ·
Egypte ·
El Salvador ·
Engeland ·
Estland ·
Fiji ·
Frankrijk ·
Gambia ·
Georgië ·
Ghana ·
Griekenland ·
Honduras ·
Hongarije ·
Ierland ·
India ·
Indonesië ·
Irak ·
Iran ·
Israël ·
Italië ·
Jamaica ·
Japan ·
Jordanië ·
Kenia ·
Koeweit ·
Libanon ·
Litouwen ·
Maleisië ·
Marokko ·
Mexico ·
Myanmar ·
Nieuw-Caledonië ·
Noord-Ierland ·
Noorwegen ·
Oezbekistan ·
Oman ·
Papoea-Nieuw-Guinea ·
Paraguay ·
Peru ·
Polen ·
Portugal ·
Qatar ·
Rusland ·
Salomonseilanden ·
Samoa ·
Saoedi-Arabië ·
Schotland ·
Servië ·
Singapore ·
Slovenië ·
Slowakije ·
Soedan ·
Sovjet-Unie ·
Spanje ·
Tahiti ·
Taiwan ·
Tanzania ·
Thailand ·
Trinidad en Tobago ·
Tunesië ·
Turkije ·
Uruguay ·
Vanuatu ·
Venezuela ·
Verenigde Arabische Emiraten ·
Verenigde Staten ·
Wales ·
Wit-Rusland ·
Zuid-Afrika ·
Zuid-Korea ·
Zuid-Vietnam ·
Zweden
Italië (2010) ·
Schotland (1982) · 
Slowakije (2010)